# Fermat-Preis
Der Fermat-Preis der Universität Toulouse wird alle zwei Jahre für besondere mathematische Leistungen auf den Arbeitsgebieten von Pierre de Fermat vergeben: Aufstellen von Variationsprinzipien (Variationsrechnung), Zahlentheorie, Grundlagen der Wahrscheinlichkeitsrechnung und analytische Geometrie. Er ist mit 20.000 Euro dotiert.
Es gibt auch eine Pierre-Fermat-Medaille der Académie des sciences inscriptions et belles lettres de Toulouse, die zum Beispiel (als sechster überhaupt) Linus Pauling 1957 erhielt.

## Preisträger
| Jahr | Preisträger                | Begründung |
| ---- | -------------------------- | --- |
| 1989 | Abbas Bahri                | für neue Methoden der Variationsrechnung |
| 1989 | Kenneth Alan Ribet         | für Beiträge zur Zahlentheorie und dem Fermattheorem |
| 1991 | Jean-Louis Colliot-Thélène | für Zahlentheorie und speziell rationale Varietäten und Arbeiten mit J.-J. Sansuc. |
| 1993 | Jean-Michel Coron          | für Arbeiten zu Variationsproblemen und Kontrolltheorie. |
| 1995 | Andrew Wiles               | für seine Beiträge zur Taniyama-Shimura-Vermutung, die zum Beweis des Fermattheorems führten. |
| 1997 | Michel Talagrand           | für fundamentale Beiträge zur Wahrscheinlichkeitstheorie. |
| 1999 | Fabrice Béthuel            | für wichtige Beiträge zur Variationsrechnung mit Anwendungen auf Physik und Geometrie. |
| 1999 | Frédéric Hélein            | für wichtige Beiträge zur Variationsrechnung mit Anwendungen auf Physik und Geometrie. |
| 2001 | Richard Taylor             | für den Beweis des Modularitätssatzes mit Wiles und anderen über die Beziehung von Galoisdarstellungen zu automorphen Formen. |
| 2001 | Wendelin Werner            | für seine Arbeiten zur Perkolationstheorie und der Theorie der Brownschen Bewegung (für die er auch die Fields-Medaille erhielt). |
| 2003 | Luigi Ambrosio             | für Beiträge zur Variationsrechnung und geometrischen Maßtheorie. |
| 2005 | Pierre Colmez              | für Arbeiten über L-Funktionen und p-adische Galoisdarstellungen. |
| 2005 | Jean-François Le Gall      | für die Analyse der Feinstruktur der Brownschen Bewegung, die Entdeckung der „Brownschen Schlange“ und Anwendungen auf nichtlineare partielle Differentialgleichungen. |
| 2007 | Chandrashekhar Khare       | für die Lösung der Serre-Vermutung, der auch ein neuer Beweis der Fermatvermutung folgte. |
| 2009 | Elon Lindenstrauss         | für Arbeiten zur Ergodentheorie und ihrer Anwendung in der Zahlentheorie. |
| 2009 | Cédric Villani             | für Beiträge zur Theorie des optimalen Transports und nichtlinearen Evolutionsgleichungen. |
| 2011 | Manjul Bhargava            | für seine Arbeiten zu Verallgemeinerungen von Davenport-Heilbronn-Abschätzungen und für seine Ergebnisse zum durchschnittlichen Rang elliptischer Kurven. |
| 2011 | Igor Rodnianski            | für seine Beiträge zur Untersuchung von Gleichungen der allgemeinen Relativitätstheorie und zur Ausbreitung von Licht entlang Kurven in der Raumzeit. |
| 2013 | Camillo De Lellis          | für seine grundlegenden Beiträge (in Zusammenarbeit mit László Székelyhidi) zur Vermutung von Onsager über dissipative Lösungen der Eulergleichungen und seine Arbeiten zur Regularität von Minimalflächen |
| 2013 | Martin Hairer              | für seine Beiträge zur Analyse stochastischer partieller Differentialgleichungen, insbesondere zur Wohlgestelltheit von Problemen, der Regularität der Lösungen und Konvergenz zum Gleichgewicht |
| 2015 | Laure Saint-Raymond        | für die Entwicklung der asymptotischen Theorie der partiellen Differentialgleichungen, einschließlich der Flüssigkeitsgrenzen verdünnter Strömungen, der Multiskalen-Analyse in den Plasmaphysik-Gleichungen und in der Ozeanmodellierung und der Ableitung der Boltzmann-Gleichung aus der Interaktion von Partikelsystemen. |
| 2015 | Peter Scholze              | für seine Erfindung der perfektoiden Räume und ihre Anwendung auf die grundlegenden Probleme in der algebraischen Geometrie und in der Theorie der automorphen Formen. |
| 2017 | Simon Brendle              | für seine zahlreichen und tiefgreifenden Ergebnisse in der geometrischen Analysis, die partielle Differentialgleichungen vom elliptischen, parabolischen und hyperbolischen Typ beinhalten. |
| 2017 | Nader Masmoudi             | für seine bemerkenswerte Arbeit, die Tiefe und die Kreativität in der Analyse von nichtlinearen partiellen Differentialgleichungen und insbesondere für seine jüngsten Beiträge zur rigorosen und vollständigen Lösung von hydrodynamischen Stabilitätsproblemen.                                                             |
| 2019 | Alexei Borodin             | für die Erfindung der integrierbaren Wahrscheinlichkeitstheorie, ein neues Gebiet an der Schnittstelle von Darstellungstheorie, Kombinatorik und statistischer Physik. |
| 2019 | Maryna Viazovska           | für ihre ursprüngliche Lösung des berühmten Kugelpackungsproblems in den Dimensionen 8 und 24. |
| 2021 | Fernando Codá Marques      | für wichtige Fortschritte (mit André Neves) zu geometrischen Anwendungen bei der Berechnung von Variationen. |
| 2021 | Vincent Pilloni            | für bemerkenswerte Ergebnisse in der arithmetischen Geometrie in Bezug auf p-adische Modulformen, insbesondere durch die Einführung und Entwicklung der höheren Hida-Theorie. |
| 2023 | Jason P. Miller            | für seine großen Fortschritte in der Zufallsgeometrie, einschließlich der Beziehung zur Liouville-Quantengravitation (teilweise mit Scott Sheffield) |
| 2023 | Aaron Naber                | für seine bahnbrechenden Arbeiten zu Ricci-Grenzräumen, insbesondere Gleichrichtbarkeit, Isometriegruppe und Co-Dimension-4-Vermutung. |